# Jafa

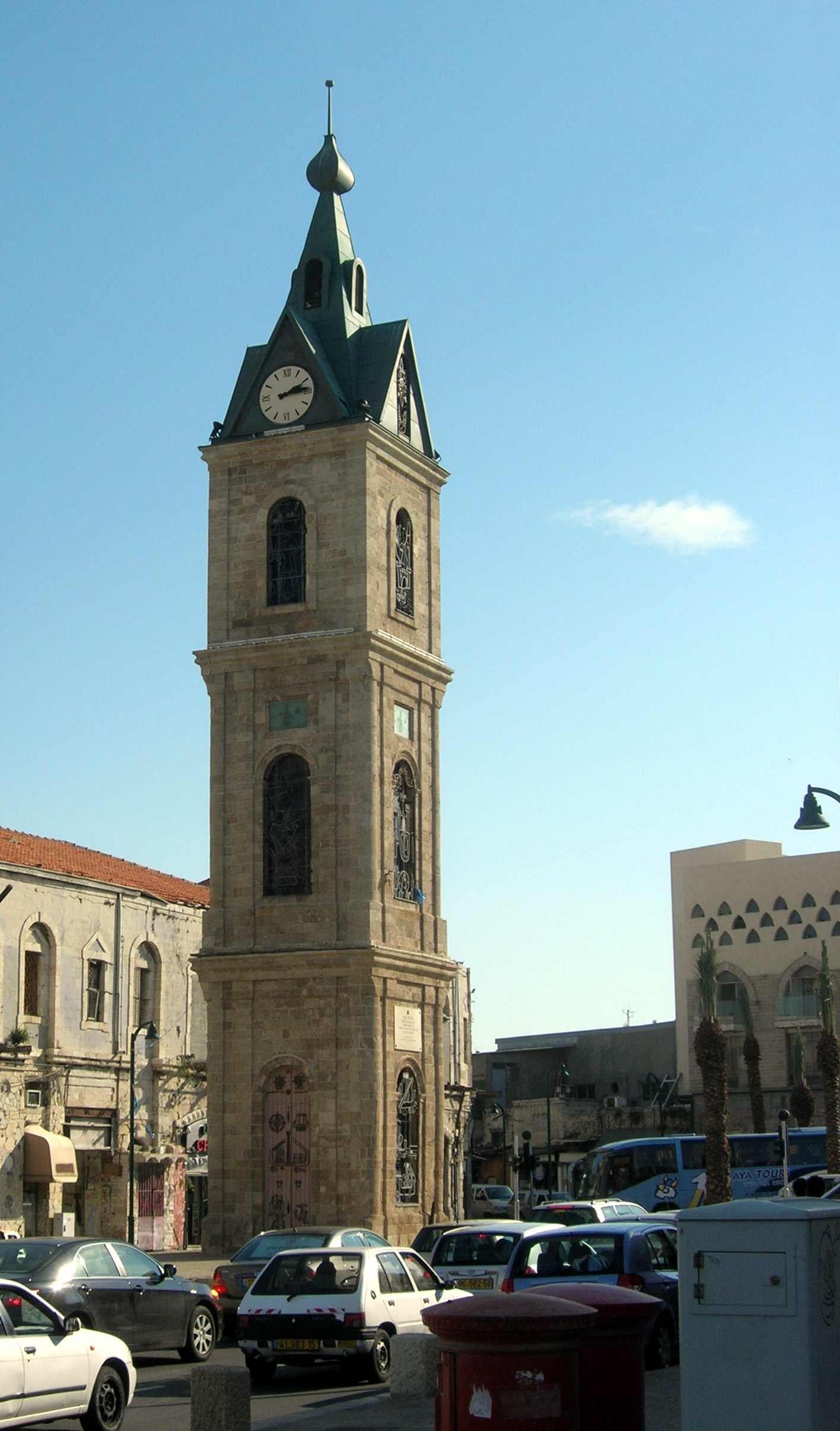
Wieża zegarowa w Jafie

Jafa, Jafo (hebr. יפו, Yafo; arab. يافا, Yāfā, ang. Jaffa) – dzielnica Tel Awiwu-Jafy, do 1949 roku osobne miasto.

## Historia

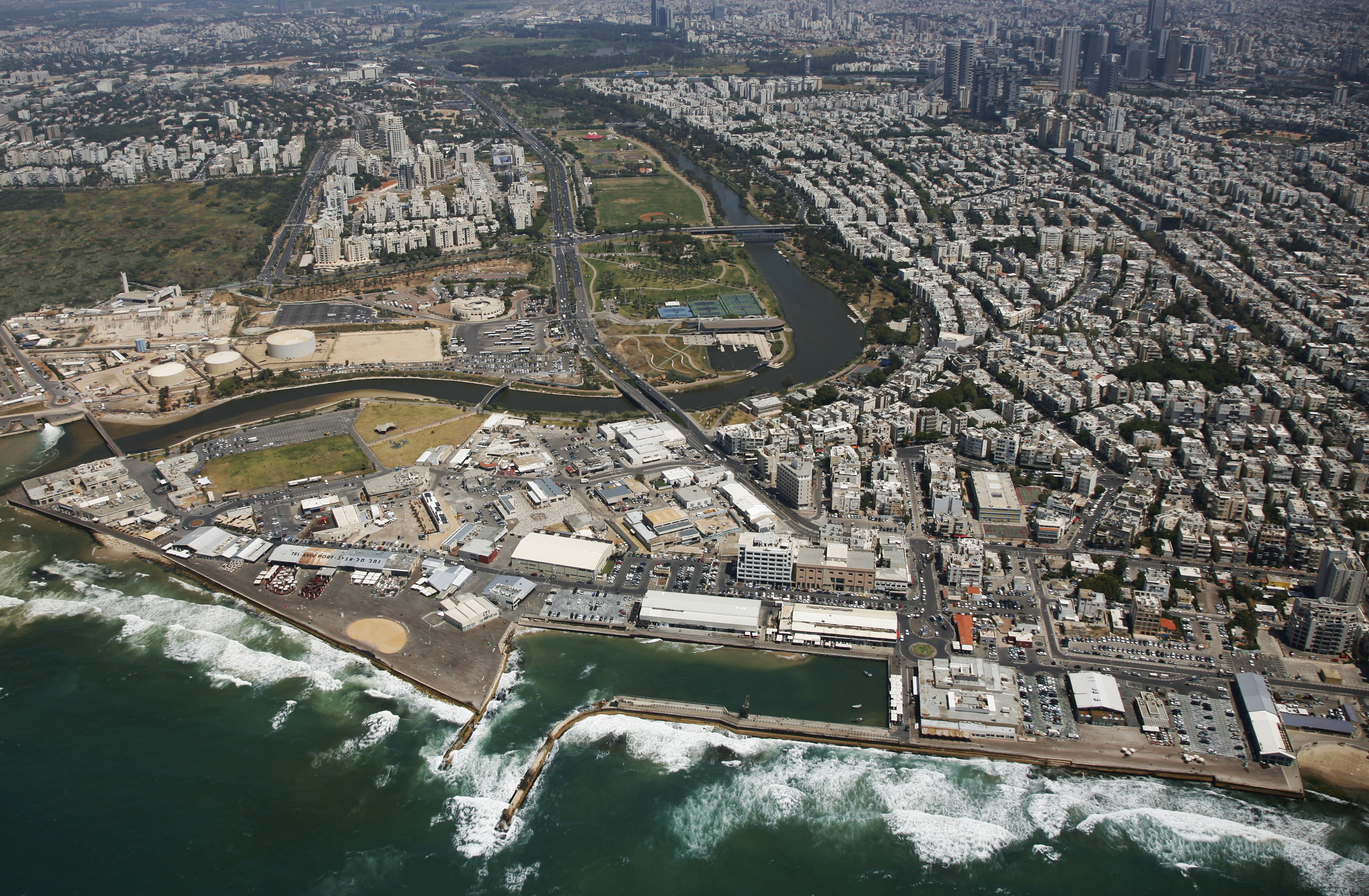
Port Tel Awiw

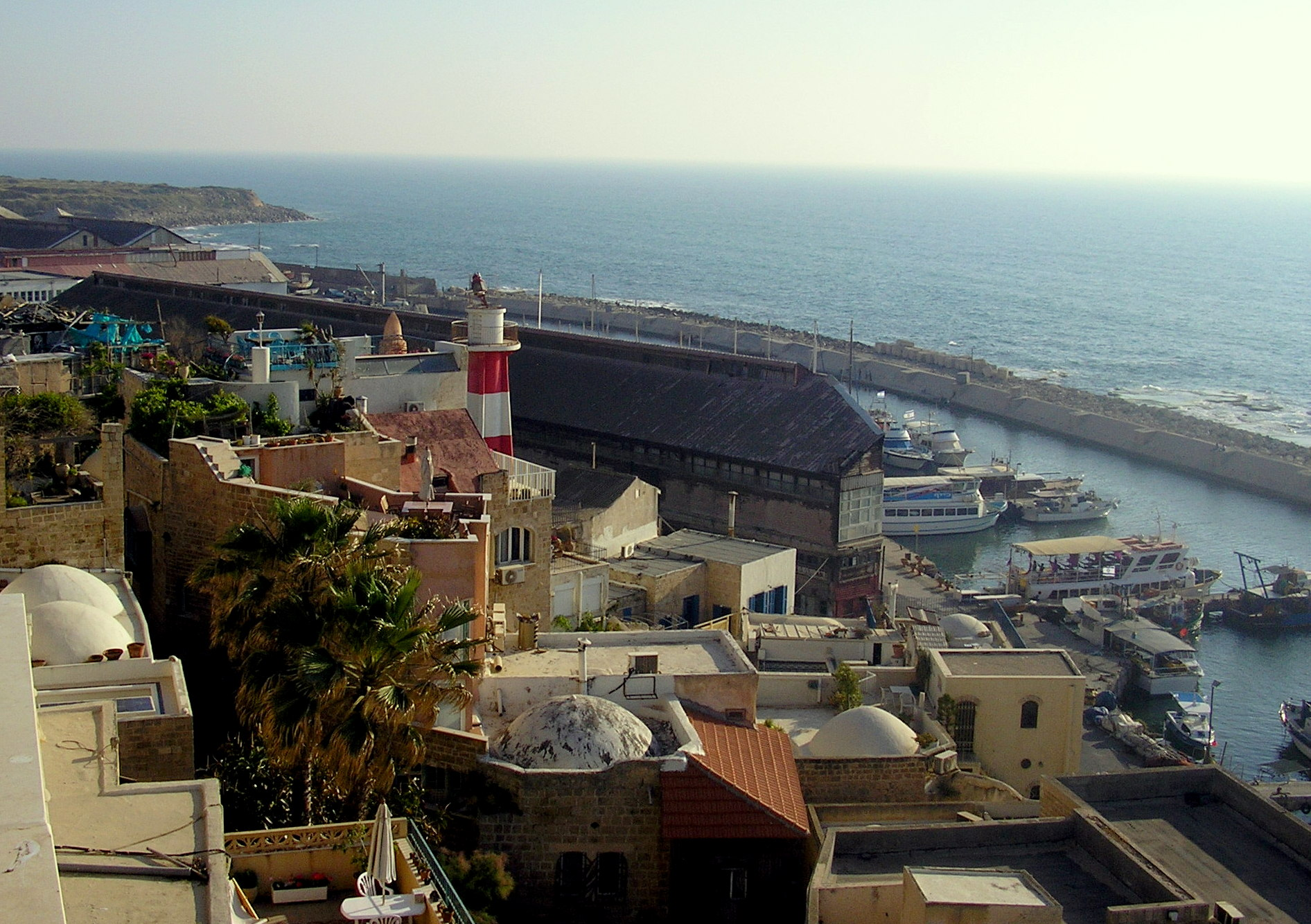
Starożytny port morski Jafa

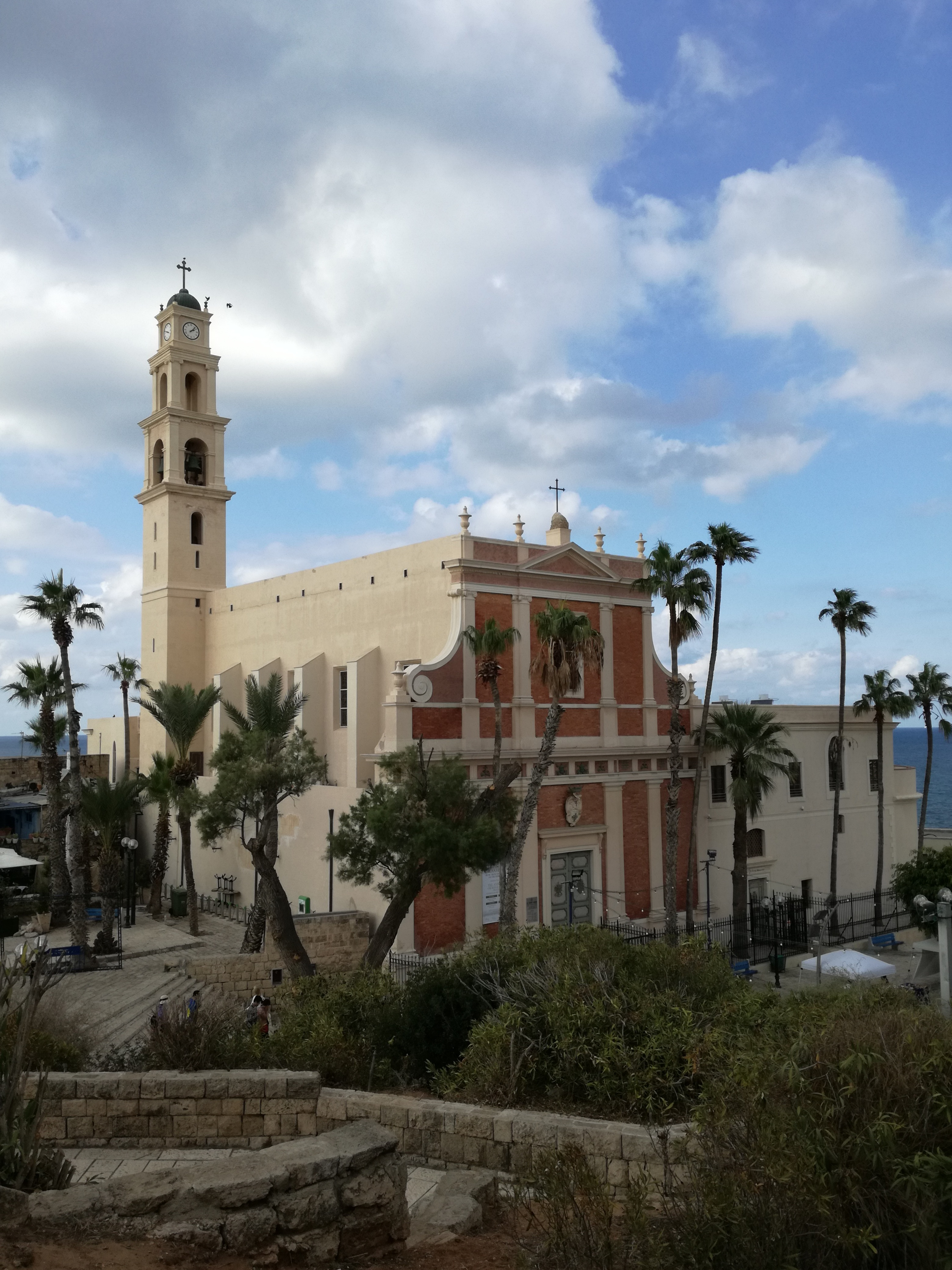
Kościół pw. św. Piotra w Jafie

Starożytny port Jafa (znany w starożytności również jako Joppa) wielokrotnie zmieniał swoich właścicieli na przestrzeni wieków. Badania archeologiczne prowadzone w latach 1955–1974 wydobyły na światło dzienne wieże i bramy miejskie pochodzące ze środkowej epoki brązu. Dalsze wykopaliska prowadzone po 1997 pomogły dokładniej określić datę pochodzenia wcześniejszych odkryć. Odkryto również pozostałości murów obronnych pochodzących z późnej epoki brązu oraz świątynię przypisywaną Ludom Morza, która powstała w epoce żelaza. Odkryte zostały także pozostałości budynków z czasów egipskich, perskich i hellenistycznych.
Pierwsze wzmianki o mieście występują w listach z 1470 p.n.e. relacjonujących podbój egipskiego faraona Totmesa III. Również Biblia kilkakrotnie wspomina o Jafie jako porcie, z którego wypłynął prorok Jonasz, udając się do Tarszisz. Miasto leżało na granicy ziem należących do pokolenia Dan i było wykorzystywane jako port, do którego król Salomon sprowadzał drewno z Libanu do budowy Świątyni Jerozolimskiej. Jafa służyła jako port morski przez 4 tys. lat.
W 1099 chrześcijańskie wojska I wyprawy krzyżowej, dowodzone przez Gotfryda z Bouillon, zdobyły Jafę, która stała się miastem portowym Królestwa Jerozolimskiego. Jako Hrabstwo Jafy miasto szybko stało się ważnym portem na głównej drodze morskiej prowadzącej do Królestwa Jerozolimy. W 1192 Jafa została zdobyta przez muzułmańskie wojska Saladyna, ale bardzo szybko odbił ją Ryszard I Lwie Serce, który rozbudował fortyfikacje obronne miasta. Dominacja krzyżowców skończyła się w 1268, kiedy sułtan Bajbars zdobył miasto i zniszczył jego mury obronne oraz port. W XVI wieku Jafa została zajęta przez Turków Osmańskich i była rządzona jako wieś należąca do Sandżaku Gazy (część Prowincji Syrii). 7 marca 1799 miasto zajął Napoleon Bonaparte. Wojska francuskie dokonały rzezi na jego mieszkańcach. W kolejnych dniach z rozkazu Napoleona zostało rozstrzelanych od dwóch do czterech tysięcy wziętych do niewoli żołnierzy z tureckiego garnizonu. Następnie epidemia dżumy zdziesiątkowała pozostałą populację.
Na początku XVIII wieku władze tureckie interweniowały, by zmniejszyć napaści Beduinów i zwiększyć ochronę portu w Jafie. Przyczyniło się to do rozwoju Jafy jako ośrodka miejskiego. Rzeczywisty rozwój nastąpił w XIX wieku, gdy populacja miasta wzrosła z 2,5 tys. w 1806 do 17 tys. mieszkańców w 1886. Miasto wzbogaciło się na handlu jedwabiem i pomarańczami z Europą. W 1870, aby umożliwić dalszy rozwój miasta, zburzono mury obronne i wieże. Do lat 30. pozostał zachowany mur morski (wysoki na 2,5 metra), który przebudowały władze brytyjskie podczas remontu portu.
Od 1880 do portowego miasta Jafa licznie napływali żydowscy imigranci z Europy. Byli to w większości Aszkenazyjczycy, którzy zostali pobudzeni do pierwszej alii ideami syjonizmu. Nowi imigranci pragnęli osiedlić się w Ziemi Izraela i zająć się uprawą roli. Z tego powodu wielu z nich osiedliło się na nadmorskich wydmach położonych na północ od Jafy. W ten sposób powstało osiedle Newe Cedek (lata 1887–1896).
Gdy w 1904 rozpoczęła się druga alija, grupa żydowskich imigrantów postanowiła w 1906 założyć nową podmiejską dzielnicę na peryferiach Jafy. W 1908 zakupiono 5 ha wydm na północny wschód od Jafy, na których powstało osiedle mieszkaniowe Achuzzat Bajit. 11 kwietnia 1909 powstało drugie osiedle Nachalat Binjamin. 21 maja 1910 dla nowego osiedla przyjęto oficjalnie nazwę Tel Awiw. Nowa osada bardzo szybko się rozrastała i w 1914 Tel Awiw zajmował już ponad 100 ha, na których istniało kilka nowych osiedli mieszkaniowych.
Brytyjskie władze usiłowały utrzymywać w Palestynie spokój, jednakże bardzo szybko zaczęły narastać tarcia polityczne pomiędzy Żydami a Arabami. 1 maja 1921 doszło do zamieszek w Jafie, kiedy to arabski tłum zaatakował żydowskich mieszkańców. Podczas rozruchów zginęło 47 Żydów i 48 Arabów, a rannych zostało 146 Żydów i 73 Arabów. Zamieszki te sprawiły, że wielu Żydów opuściło wówczas Jafę i przeprowadziło się do Tel Awiwu.
Strajk arabskich dokerów w Jafie, a następnie arabskie rozruchy 1936–1939 w Palestynie, doprowadziły do wybudowania w 1938 nowego portu morskiego i portu lotniczego w Tel Awiwie. W ten sposób żydowski Tel Awiw zyskał niezależność od pobliskiej arabskiej Jafy.
29 listopada 1947 roku Zgromadzenie Ogólne Organizacji Narodów Zjednoczonych przyjęło rezolucję nr 181 w sprawie podziału Palestyny. W myśl tej rezolucji, Tel Awiw (230 tys. mieszkańców) miał wejść do państwa żydowskiego, natomiast Jafa (101 tys. mieszkańców) do państwa arabskiego. Jednakże Arabowie odrzucili plan ONZ i wywołali wojnę domową W trakcie jej trwania, 25 kwietnia Żydzi zajęli Jafę, a część arabskich mieszkańców wygnali.
W kwietniu 1949 nastąpiło połączenie Tel Awiwu z Jafą w jedną aglomerację, do której włączono także opuszczone podczas wojny arabskie wioski Asz-Szajch Muwannis, Al-Dżammasin i Sumajl.

## Zabytki
W Jafie znajduje się duża liczba zabytków, w tym starożytny port morski z długoletnią historią. Jest to jeden z najstarszych portów morskich na świecie. Przy porcie znajduje się nieczynna latarnia Jafa. Jednak największą atrakcją turystyczną Jafy jest XII-wieczny meczet Al-Mahmudijja. Tuż przy nim znajduje się fontanna wybudowana dla pielgrzymów oraz zupełnie niearabska wieża zegarowa, wzniesiona w 1906 na cześć tureckiego sułtana Abdülhamida II.

## W kulturze
- W filmie Zmierzch tytanów (1981) Joppa jest miastem Kasjopei, przeklętym przez Tetydę, chociaż ośrodkiem jej kultu. Walkę o zdjęcie klątwy podejmuje Perseusz.